# Isolobodon montanus
Isolobodon montanus är en utdöd gnagare som först beskrevs av Miller 1922.  Isolobodon montanus ingår i släktet Isolobodon och familjen bäverråttor. IUCN kategoriserar arten globalt som utdöd. Inga underarter finns listade i Catalogue of Life.
Denna bäverråtta levde på Hispaniola och på den mindre ön Gonâve. Troligen dog arten ut på grund av konkurrensen från introducerade råttor.